# Deee-Lite
Deee-Lite fue un grupo multinacional de música house y dance con éxito en la década de los noventa. Formado por DJ Dimitry, Lady Miss Kier y Towa Tei alcanzaron el éxito con su canción «Groove Is in the Heart» de su álbum World Clique publicado en 1990. En su trayectoria alcanzaron seis número 1 en Estados Unidos en las listas Dance de Billboard.

## Historia
El grupo se formó en 1986 en Nueva York fusionando música house, techno, rap, ambient y funk con un estilo visual extravagante, influenciado en gran medida por la comunidad drag queen, haciéndose muy populares entre los seguidores de clubes que ignoraban los límites raciales y sexuales. Tomaron su nombre de la canción «It's Delovely» de Cole Porter.
Su debut discográfico tuvo lugar con la edición de World Clique en 1990 que obtuvo un importante éxito en radio y televisión. Sus canciones más conocidas fueron «Groove Is In The Heart», «What Is Love?», «Power Of Love» y «Good Beat».

"Su reputación puede basarse en un solo hit pero qué hit. Groove Is In The Heart definió el verano de 1990 en la radio y MTV con su deliciosa combinación de funk, brillo de danza moderna y las formas inteligentes y afiladas de Lady Miss Kier."
Ned Raggett (AllMusic) 

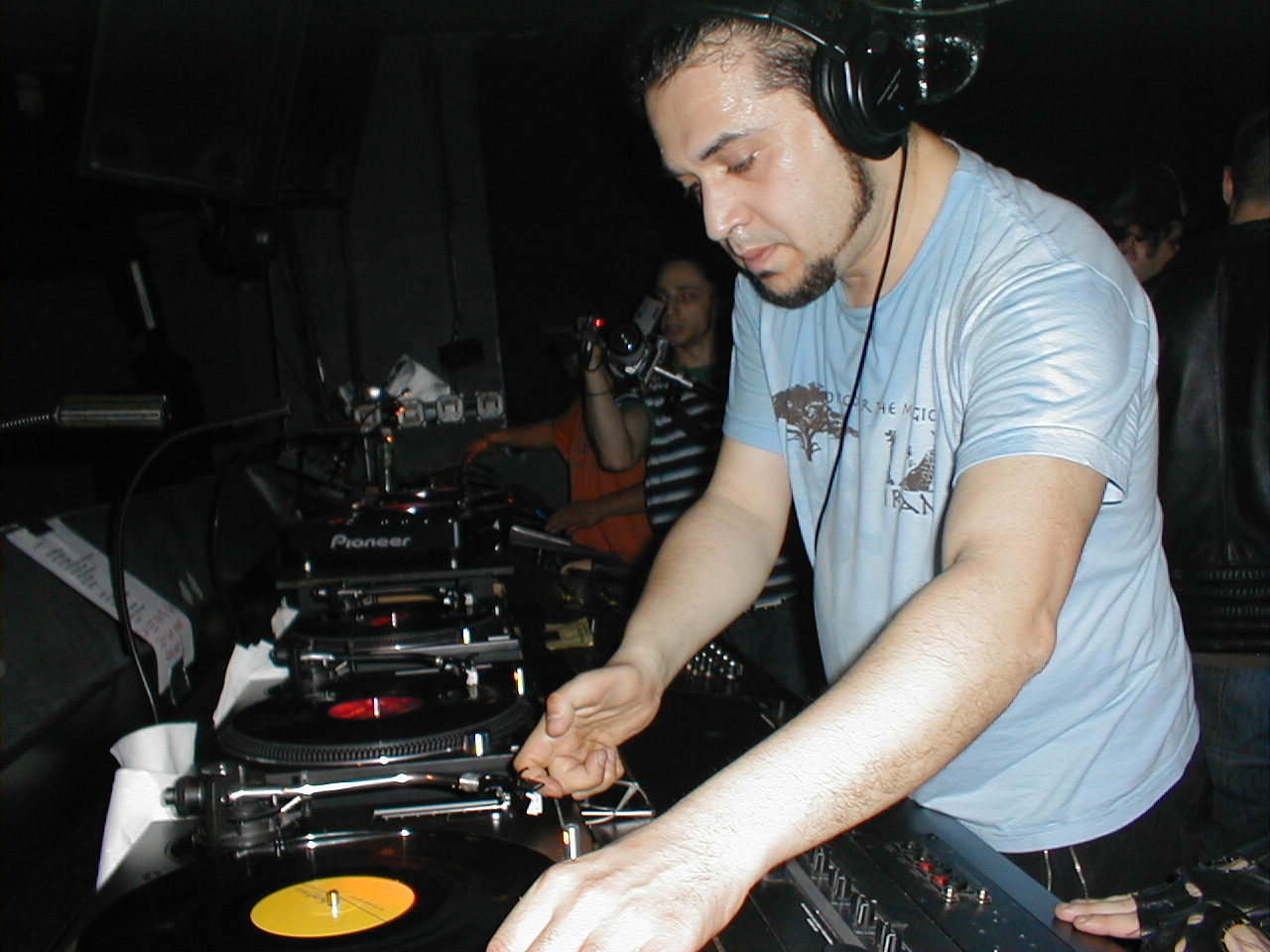
Dj Dmitri (2004)

En 1992 se publicó su segundo larga duración, Infinity Within, que también obtuvo algunas canciones destacadas como «Runaway».

"Infinity Within es el difícil segundo álbum de Deee-Lite. El activismo social del grupo supera su instinto infeccioso, produciendo pistas bienintencionadas, pero no especialmente memorables, como I Had a Dream I Was Falling Through a Hole in the Ozone Layer y Rubber Lover."
Heather Phares (AllMusic) 

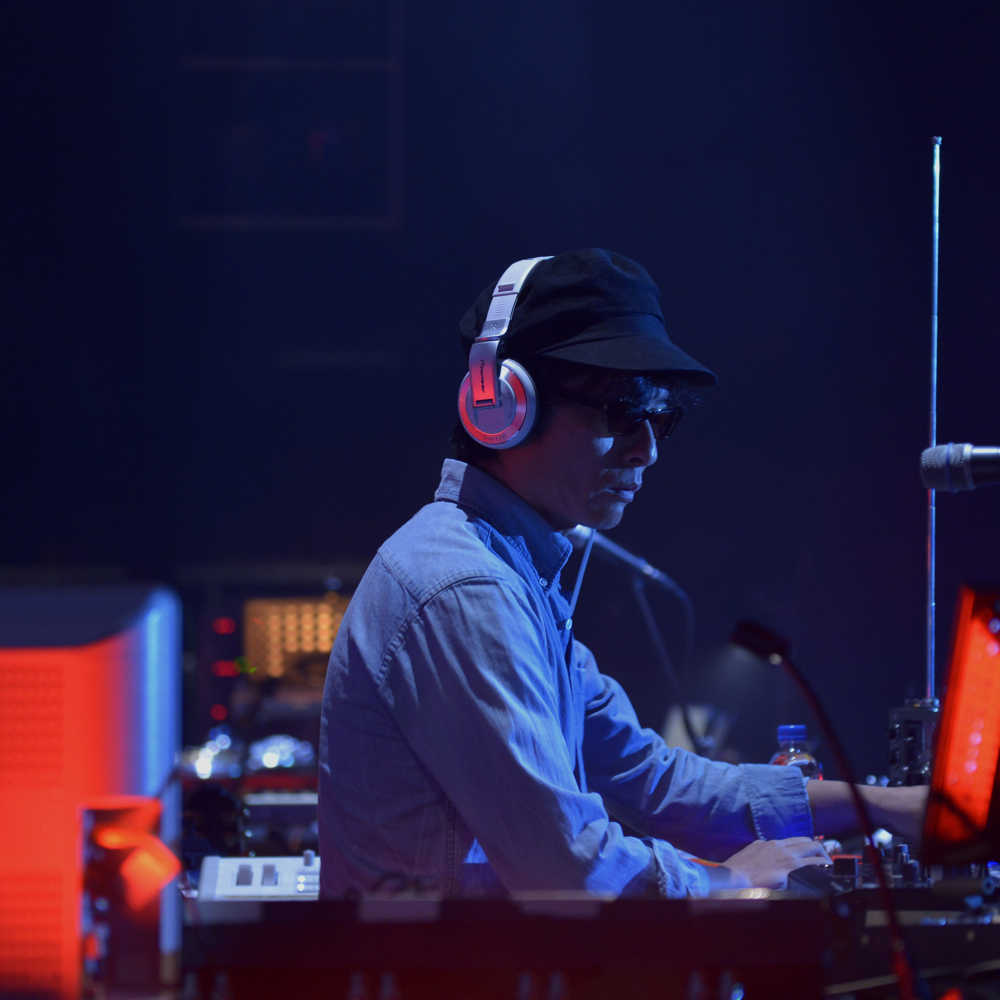
Towa Tei (2014)

Brill y Kirby tenían una relación sentimental que terminó antes del lanzamiento de su tercer álbum llamado Dewdrops In the Garden (1994). Previamente Tei había dejado el grupo (aparece solo en la canción «Call Me»), trasladando su residencia nuevamente a Japón, con la intención de impulsar su trayectoria en solitario. Fue reemplazado por DJ On-E aunque el grupo, tras la publicación del álbum de remezclas Sampladelic Relics & Dancefloor Oddities (1996), cesó su actividad. Tanto Kier y Dmitry han seguido ejerciendo labores musicales como DJs.

"Las canciones de Dewdrops in the Garden son instrumentos pseudo-rave o vitrinas ingeniosas y originales para las voces ricas de Lady Kier. Si bien es algo inconsistente canciones como Apple Juice Kissin, Picnic in the Summertime y Call Me irradian el carisma innato del grupo."
Heather Phares (AllMusic) 

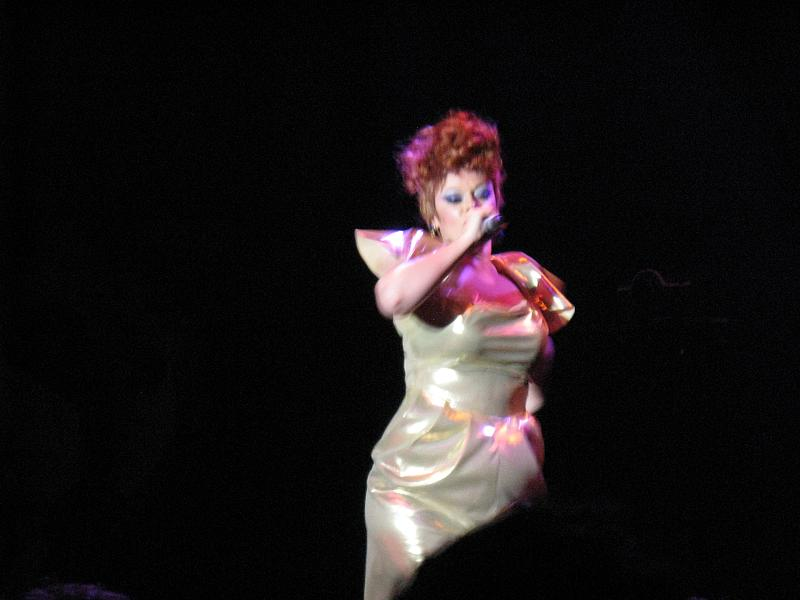
Lady Miss Kier (2008)

En 2003 Lady Miss Kier inició una demanda contra Sega Corporation por supuesto robo de su personalidad y uso como personaje ficticio en el videojuego Space Channel 5.
La compañía optó por invitarle a participar del desarrollo del mismo oferta que ella declinó. En 2006 la corte falló en contra de la petición de Lady Miss Kier. Bajo las leyes de California, se requiere que ella cubra los gastos ocasionados a la compañía informática valorados en 600.000 dólares.

## Miembros
- Super DJ Dmitry (DJ Dmitry - Dmitry Brill), nacido el 4 de junio de 1964 en Kiev (Ucrania)
- Lady Miss Kier (Kieren M. Kirby), nacida el 15 de agosto de 1963 en Youngstown, Ohio (Estados Unidos)
- Jungle DJ Towa Tei (Towa Tei - Dong-hwa Chung), nacido el 7 de septiembre de 1964 en Tokio (Japón)

## Discografía

### Álbumes
| Año  | Álbum                                    | U.S. | UK |
| ---- | ---------------------------------------- | ---- | -- |
| 1990 | World Clique                             | 20   | 14 |
| 1992 | Infinity Within                          | 67   | 37 |
| 1994 | Dewdrops in the Garden                   | 127  | -  |
| 1996 | Sampladelic Relics & Dancefloor Oddities | -    | -  |
| 2001 | The Very Best of Deee-Lite               | -    | -  |

### Sencillos
| Año  | Canción                                                 | U.S. Club | Billboard Hot 100 | UK singles | Álbum                  |
| ---- | ------------------------------------------------------- | --------- | ----------------- | ---------- | ---------------------- |
| 1990 | «Groove Is in the Heart» 1                              | 1         | 4                 | 2          | World Clique           |
| 1990 | «What Is Love?» 1                                       | 1         | -                 | -          | World Clique           |
| 1990 | «Power of Love/Deee-Lite Theme»                         | 1         | 47                | 25         | World Clique           |
| 1991 | «E.S.P.»                                                | 7         | -                 | -          | World Clique           |
| 1991 | «How Do You Say...Love/"Groove Is in the Heart» (Remix) | -         | -                 | 52         | World Clique           |
| 1991 | «Good Beat»                                             | 1         | -                 | 53         | World Clique           |
| 1992 | «Runaway» / «Rubber Lover» ²                            | 1         | -                 | 45         | Infinity Within        |
| 1992 | «Thank You Everyday»                                    | -         | -                 | -          | Infinity Within        |
| 1992 | «Pussycat Meow»                                         | 6         | -                 | -          | Infinity Within        |
| 1994 | «Party Happenin' People»                                | 30        | -                 | -          | Dewdrops in the Garden |
| 1994 | «Picnic in the Summertime»                              | -         | -                 | 43         | Dewdrops in the Garden |
| 1994 | «Bring Me Your Love»                                    | 1         | -                 | -          | Dewdrops in the Garden |
| 1995 | «Call Me»                                               | 1         | -                 | -          | Dewdrops in the Garden |

- 1 «Groove Is in the Heart» y «What Is Love?» entraron en listas de Estados Unidos al tiempo por estar en el mismo disco sencillo.
- ² «Runaway» y «Rubber Lover» entraron simultáneamente en listas Dance.